# Robert Kotick
Robert A. Kotick (geboren in 1963) is een Amerikaanse zakenman die fungeerde als CEO van Activision Blizzard van 1991 tot 2023.
Hij werd in 1991 CEO van Activision nadat hij het jaar ervoor een bedrijfsbelang had gekocht. Kotick bracht eind jaren 2000 een fusie tot stand tussen Activision en Vivendi Games, wat leidde tot de oprichting van Activision Blizzard in 2008 en hij werd benoemd tot de CEO van het bedrijf. Hij heeft ook in verschillende besturen gezeten, waaronder The Coca-Cola Company van 2012 tot 2022, Yahoo van 2003 tot 2008 en de Call of Duty Endowment (CODE), die hij in 2009 mede oprichtte en waar hij zijn positie nog steeds behoudt.

## Biografie
Robert A. Kotick werd geboren in 1963 in de Verenigde Staten en groeide op in New York. Zijn interesse in het bedrijfsleven begon al op jonge leeftijd. Op de middelbare school had hij een bedrijf dat clubs in Manhattan verhuurde op vrije avonden. Hij studeerde kunstgeschiedenis aan de Universiteit van Michigan begin jaren 80.

### Carrière
Terwijl Kotick in 1983 nog een student was aan de Universiteit van Michigan, begon hij een technologiebedrijf genaamd Arktronics met vriend Howard Marks in hun slaapzaal. De twee ontwikkelden software voor de Apple II. Tijdens zijn tweede jaar ontmoette Kotick Steve Wynn en overtuigde hem om te investeren in om te investeren in Arktronics.
Wynn investeerde later $300.000 in het bedrijf. Steve Jobs hoorde over de software van Arktronics. Hij ontmoette Kotick en Marks in Ann Arbor en adviseerde hen te stoppen met studeren om zich op de softwarebusiness te concentreren. Kotick volgde het advies op en verliet de Universiteit van Michigan om al zijn tijd aan zijn bedrijf te besteden.
In december 1990 kochten Kotick en zijn partner Brian Kelly een belang van 25% in het bijna failliete Activision, toen bekend als Mediagenic. Hij veranderde de naam weer in Activision, voerde een volledige herstructurering van het bedrijf door en richtte het bedrijf opnieuw op. Kotick werd in februari 1991 CEO van Activision. Van 1997 tot 2003 verwierf Activision negen ontwikkelingsstudio's en bracht het zijn eerste hit uit in 1995.

#### Activision Blizzard
In november 2006 begon Kotick te praten over een fusie met de gamesdivisie van Vivendi, een Frans entertainmentconglomeraat, waartoe ook Blizzard Entertainment en Sierra Entertainment behoorden. Kotick ontwikkelde de Activision Blizzard-fusie, waardoor een nieuw bedrijf ontstond, Activision Blizzard Aandeelhouders van Activision Blizzard keurden Kotick op 9 juli 2008 goed als CEO van het gecombineerde bedrijf.